# Паукштялис, Юозас
 Юозас Паукштялис при рождении Юозас Пташинскас (лит. Juozas Paukštelis; 2 марта 1899, Титоняй, Ковенская губерния, Российская империя — 20 июля 1981, Кедайняй, Литовская ССР) — литовский советский писатель

, драматург, переводчик, педагог. Заслуженный деятель искусств Литовской ССР (1969). Народный писатель Литовской ССР (1974). Лауреат Государственной премии Литовской ССР (1969).

## Биография
Родился в крестьянской семье. Образование получил в Шавельской мужской гимназии и университете Каунаса (1923—1927). В 1926 году жил  во Франции, посещал курсы французского языка для иностранцев в Гренобле. Сотрудничал в изданиях «Ритас», «Жидинис», «Яунимас», «Иллюстротой Летува» и других.
Получив степень по теологии и философии, провёл  большую часть своей жизни в городе Кедайняя, где занимался литературной деятельностью. В его доме сейчас находится музей. В 1926—1946 годах преподавал в Кедайняе.

## Творчество
Дебютировал со стихами в 1921 году . В 1928 году подготовил к печати первую книгу — сборник рассказов «Полуночная баллада», в 1932 году — автобиографический роман «Дитя вдовы». В романах «Первый год» (1936), «Соседи» (1939, русский перевод 1959) с позиций критического реализма раскрыты различные стороны жизни литовской провинции, деревни. В годы фашистской оккупации прекратил творческую деятельность. После войны создал трилогию «Юность» (1959, русский перевод 1961), «Не всходи, солнышко!» (1963, русский перевод 1966) и «Здесь наш дом» (1969, русский перевод 1971), в которой судьба главного героя тесно связана с событиями в Литве в годы Великой Отечественной войны 1941—1945 гг. и в послевоенное время (Госпремия Литовской ССР, 1969).
Автор книг, описывающих сельскую жизнь, её моральные и социальные проблемы.
Переводил произведения Антона Чехова,  Николая Лескова и других.
Его произведения переведены на русский, польский и казахский языки.
Похоронен в Вильнюсе.
В 1985 году в его честь была учреждена Премия имени Юозаса Паукштялиса.

## Избранные произведения
- Našlės vaikas, 1932
- Kaimynai, 1939
- Vaiduokliai, 1953
- Netekėk, saulele!, 1974.
- Dažnai atsimenu juos: atsiminimai, 1979.
- Raštai: šeši tomai, 1981–1983.
- Kaimynai: romanas (Mokinio skaitiniai), 2006.  ISBN 9986-06-176-8